# Zimtdommel
Die Zimtdommel (Botaurus cinnamomeus, Synonym: Ixobrychus cinnamomeus) ist eine asiatische Verwandte der Zwergdommel aus der Familie der Reiher.

## Merkmale
Die Zimtdommel ähnelt der verwandten Chinadommel in der Gestalt und erreicht eine Größe von etwa 40 cm. Ihr Gefieder ist jedoch von zimtbrauner Farbe. Weibchen und Jungtiere können ein undeutliches Fleckenmuster aufweisen.

## Vorkommen
Sie lebt im südlichen und südöstlichen Asien von Indien und Sri Lanka über Indonesien bis nach China. In ihrer tropischen Heimat ist sie ein Standvogel. Die Populationen des nördlichen China sind Zugvögel. Ihr bevorzugter Lebensraum sind schilfbestandene Feuchtgebiete.

## Verhalten
Nahrung der dämmerungsaktiven Zimtdommel sind kleine Fische, Frösche, Mollusken und Insekten. Sie brütet in kleinen Gruppen. Das Nest besteht aus Zweigen und Gräsern und wird im dichten Röhricht oder in Sträuchern oder Bäumen errichtet. Es steht entweder direkt auf dem Boden oder bis zu 1 m über diesem. Drei bis fünf Eier werden bebrütet.